# مارينا لينشوك
مارينا لينشوك (بيلاروسية: Марына Лінчук؛ مواليد 4 سبتمبر 1987) عارضة أزياء بيلاروسية اشتهرت بكونها تزين غلاف مجلة مجلة فوغ إيطالية و برتغالية , شاركت في فيلم مكان ما عام 2010 .

## روابط خارجية
- مارينا لينشوك على موقع IMDb (الإنجليزية)
- مارينا لينشوك على موقع قاعدة بيانات الفيلم (الإنجليزية)
- مارينا لينشوك على موقع دليل عارضات الأزياء (الإنجليزية)